# Нижняя Чабья
Нижняя Чабья — деревня в Кизнерском районе Удмуртии, входит в Балдеевское сельское поселение.

## География
Находится в 10 км к югу от Кизнера, в 49 км к юго-западу от Можги и в 124 км к юго-западу от Ижевска.

## История
В 1964 г. Указом Президиума ВС РСФСР деревня Янгур-Чумо-Чабья переименована в Нижняя Чабья.

## Население
| 2010 | 2012 | 2015 |
| ---- | ---- | ---- |
| 104  | ↘101 | ↘93  |